# Consorte del soberano de Mónaco
Esta es una lista de consortes de Mónaco que asumieron su título por su matrimonio con el soberano de Mónaco:

## Señora en Mónaco
| N.º | Imagen | Nombre                 | Padre                                                 | Nacimiento | Matrimonio | Señora consorte desde                           | Señora consorte hasta                                 | Muerte | Esposo    |
| --- | ------ | ---------------------- | ----------------------------------------------------- | ---------- | ---------- | ----------------------------------------------- | ----------------------------------------------------- | ------ | --------- |
| 1   |        | Aurelia del Carretto   | Jaime del Carretto, margrave de Finale (Del Carretto) | 1254       | 1295       | 8 de enero de 1297 Acceso al trono de su esposo | 10 de abril de 1301 Deposición del trono de su esposo | 1307   | Francisco |
| 2   |        | Selvática del Carretto | Jaime del Carretto, margrave de Finale (Del Carretto) | -          | -          | -                                               | -                                                     | -      | Raniero I |
| 3   |        | Margarita Ruffo        | Enrique Ruffo, señor de Seminara (Ruffo)              | -          | -          | -                                               | -                                                     | -      | Raniero I |
| 4   |        | Andrea Grillo          | -                                                     | -          | -          | -                                               | -                                                     | -      | Raniero I |

## Señora de Mónaco
| N.º | Imagen | Nombre                      | Padre                                                     | Nacimiento | Matrimonio               | Señora consorte desde                                 | Señora consorte hasta                                  | Muerte                              | Esposo     |
| --- | ------ | --------------------------- | --------------------------------------------------------- | ---------- | ------------------------ | ----------------------------------------------------- | ------------------------------------------------------ | ----------------------------------- | ---------- |
| 1   |        | Luisa Spinola               | Gerardo Spinola, señor de Dertonne (Spinola)              | -          | -                        | 12 de septiembre de 1331 Acceso al trono de su esposo | 15 de agosto de 1357 Muerte de su esposo               | -                                   | Carlos I   |
| 2   |        | María del Carretto          | Jorge del Carretto, margrave de Finale (Del Carretto)     | -          | -                        | 29 de junio de 1352 Acceso al trono de su esposo      | 15 de agosto de 1357 Deposición del trono de su esposo | 1368                                | Raniero II |
| 3   |        | Isabel Asinari en el exilio | -                                                         | -          | Después de 1368          | Después de 1368                                       | 1407 Muerte de su esposo                               | 1417                                | Raniero II |
| 4   |        | Una dama Orsini             | -                                                         | -          | -                        | 29 de junio de 1352 Acceso al trono de su esposo      | 15 de agosto de 1357 Deposición del trono de su esposo | -                                   | Gabriel    |
| 5   |        | Antonia Spinola/Spinetti    | -                                                         | -          | -                        | 29 de junio de 1352 Acceso al trono de su esposo      | 15 de agosto de 1357 Deposición del trono de su esposo | -                                   | Antonio    |
| ?   | ?      | ?                           | ?                                                         | ?          | ?                        | ?                                                     | ?                                                      | ?                                   | Luis       |
| 6   |        | Baptistina                  | -                                                         | -          | -                        | 5 de junio de 1419 Acceso al trono de su esposo       | 1427 Abdicación de su esposo                           | -                                   | Antonio    |
| 7   |        | Pomelina Fregoso            | Pedro Fregoso, dux de Génova (Fregoso)                    | 1387/1388  | 1427                     | 1427                                                  | 8 de mayo de 1454 Muerte de su esposo                  | 1462                                | Juan I     |
| 8   |        | Blanca del Carretto         | Galeoto I del Carretto, margrave de Finale (Del Carretto) | 1432       | -                        | 8 de mayo de 1454 Acceso al trono de su esposo        | Julio de 1457 Muerte de su esposo                      | 1458                                | Catalán    |
| 9   |        | Claudia Grimaldi            | Catalán, señor de Mónaco (Grimaldi)                       | 1451       | 1465                     | 1465                                                  | Marzo de 1494 Muerte de su esposo                      | Después del 19 de noviembre de 1515 | Lamberto   |
| 10  |        | Antonia de Saboya           | duque Felipe II de Saboya (Casa de Saboya)                | -          | 1486                     | Marzo de 1494 Acceso al trono de su esposo            | 1500                                                   | 1500                                | Juan II    |
| 11  |        | Juana de Pontevès-Cabanes   | Tanneguy de Pontèves, señor de Cabanes (Pontèves)         | -          | 25 de septiembre de 1514 | 25 de septiembre de 1514                              | 22 de agosto de 1523 Muerte de su esposo               | Después del 25 de mayo de 1555      | Luciano    |
| 12  |        | Isabel Grimaldi             | Juan Bautista Grimaldi, señor de Montaudion (Grimaldi)    | -          | 8 de junio de 1545       | 8 de junio de 1545                                    | 7 de octubre de 1581 Muerte de su esposo               | 27 de febrero de 1583               | Honorato I |
| 13  |        | María Landi                 | Claudio Landi, III príncipe de Val di Taro (Landi)        | -          | 15 de diciembre de 1595  | 15 de diciembre de 1595                               | 29 de noviembre de 1604 Muerte de su esposo            | 19 de enero de 1599                 | Hércules   |

## Consorte del príncipe de Mónaco
| N.º | Imagen | Nombre                                              | Padre                                                   | Nacimiento               | Matrimonio               | Consorte desde                                        | Consorte hasta                              | Muerte                   | Cónyuge        |
| --- | ------ | --------------------------------------------------- | ------------------------------------------------------- | ------------------------ | ------------------------ | ----------------------------------------------------- | ------------------------------------------- | ------------------------ | -------------- |
| 1   |        | Hipólita Trivulzio                                  | Carlos Manuel Trivulzio, conde de Melzo (Trivulzio)     | 1600                     | 13 de febrero de 1616    | 13 de febrero de 1616                                 | 1638                                        | 1638                     | Honorato II    |
| 2   |        | Catalina Carlota de Gramont Mademoiselle de Gramont | Antonio de Gramont, duque de Gramont (Gramont)          | 1639                     | 30 de marzo de 1660      | 10 de enero de 1662 Acceso al trono de su esposo      | 4 de junio de 1678                          | 4 de junio de 1678       | Luis I         |
| 3   |        | María de Lorena Mademoiselle d'Armagnac             | Luis de Lorena, conde de Armagnac (Lorena)              | 12 de agosto de 1674     | 13 de junio de 1688      | 2 de enero de 1701 Ascensión al trono de su esposo    | 30 de octubre de 1724                       | 30 de octubre de 1724    | Antonio I      |
| 4   |        | Jaime Francisco Goyon de Matignon                   | Jaime III Goyon de Matignon (Goyon de Matignon)         | 21 de noviembre de 1689  | 5 de junio de 1757       | 26 de febrero de 1731 Ascensión al trono de su esposa | 29 de diciembre de 1731 Muerte de su esposa | 23 de abril de 1751      | Luisa Hipólita |
| 5   |        | María Catalina Brignole                             | José María Brignole, VII marqués de Groppoli (Brignole) | 7 de octubre de 1737     | 5 de junio de 1757       | 5 de junio de 1757                                    | 1770 Divorcio                               | 18 de marzo de 1813      | Honorato III   |
| 6   |        | María Carolina Gibert de Lametz                     | Carlos Tomás Gibert de Lametz                           | 18 de julio de 1793      | 27 de noviembre de 1816  | 2 de octubre de 1841 Ascensión al trono de su esposo  | 20 de junio de 1856 Muerte de su esposo     | 25 de noviembre de 1879  | Florestán I    |
| 7   |        | Antonieta de Mérode                                 | conde Werner de Mérode-Westerloo (Mérode)               | 28 de septiembre de 1828 | 28 de septiembre de 1846 | 20 de junio de 1856 Ascensión al trono de su esposo   | 10 de febrero de 1864                       | 10 de febrero de 1864    | Carlos III     |
| 8   |        | Marie Alice Heine                                   | Michel Heine                                            | 10 de febrero de 1858    | 30 de octubre de 1889    | 30 de octubre de 1889                                 | 26 de junio de 1922 Muerte de su esposo     | 22 de diciembre de 1925  | Alberto I      |
| 9   |        | Ghislaine Marie Dommanget                           | Coronel Robert Joseph Dommanget                         | 13 de octubre de 1900    | 24 de julio de 1946      | 24 de julio de 1946                                   | 9 de mayo de 1949 Muerte de su esposo       | 30 de abril de 1991      | Luis II        |
| 10  |        | Grace Patricia Kelly                                | John Brendan Kelly                                      | 12 de noviembre de 1929  | 18 de abril de 1956      | 18 de abril de 1956                                   | 14 de septiembre de 1982                    | 14 de septiembre de 1982 | Raniero III    |
| 11  |        | Charlene Lynette Wittstock                          | Michael Kenneth Wittstock                               | 25 de enero de 1978      | 1 de julio de 2011       | 1 de julio de 2011                                    | En el cargo                                 | —                        | Alberto II     |

### Princesas herederas
Esposas de príncipes herederos de Mónaco que nunca llegaron a ser princesas consortes de Mónaco:
- María Aurelia Spinola, esposa de Hércules Grimaldi, marqués de Baux, fallecido en 1651.
- Luisa Felicidad d'Aumont, esposa de Honorato IV, divorciados en 1798.
- María Victoria Douglas-Hamilton, primera esposa de Alberto I, divorciados en 1880. Y por quién la casa Grimaldi actual emparenta con casi todas las casas reales de Europa.